# Президентские выборы в Эстонии (2016)
Очередные выборы президента Эстонии проходили в августе, сентябре и октябре 2016 года. Данные выборы стали шестыми, с момента восстановления независимости страны в 1991 году.
Выборы проходили в 6 туров (три тура в Рийгикогу, где не ни один из кандидатов не получил поддержки 2/3 депутатов; два тура в коллегии выборщиков, где ни один из кандидатов не был поддержан большинством голосов; шестой тур в Рийгикогу, где единственным кандидатом была Керсти Кальюлайд).

## Кандидаты

### Процедура выдвижения кандидатов
Согласно 79 статьи Конституции Эстонской Республики кандидатом на пост Президента может быть выдвинуто лицо в возрасте не менее 40 лет, являющееся гражданином Эстонии по рождению. Одно лицо может являться Президентом Республики максимально два срока подряд.
Право выдвинуть кандидата на пост Президента Республики имеет не менее чем одна пятая состава Рийгикогу (не менее 21 депутата).

### Выдвинутые кандидаты

#### Эйки Нестор
Член Социал-демократической партии и спикер Рийгикогу заявил о желании баллотироваться в президенты 25 мая.
26 августа его кандидатура была внесена в избирательную комиссию с подписями 43 депутатов (15 членов Социал-демократической партии и 28 членов Партии Реформ).
Согласно соглашению между Партией Реформ и Социал-демократической партией Эйки Нестор не стал идти на второй тур выборов, а новым кандидатом Партии реформ партий стал Сийм Каллас. А социал-демократическая партия выдвинула в президенты Марину Кальюранд. Это предложение правлению партии сделал сам Эйки Нестор.

#### Аллар Йыкс
Присяжный адкокат и бывший канцлер юстиции Аллар Йыкс заявил о готовности баллотироваться в президенты на пресс-конференции 23 мая.
30 мая фракции Отечество и Res Publica заявили о своей поддержке, имея 14 и 8 мест в парламенте, соответственно.

#### Майлис Репс
Депутат Рийгикогу и в прошлом министр образования и науки была выбрана кандидатом в президентом от Центрийской партии 11 июня.
25 августа Майлис Репс была первой, кто подала подписи парламинтариев в Национальную избирательную комиссию. Свои подписи поставили все 27 членов фракции Центрийской партии.

#### Сийм Каллас
Бывший вице-президент Еврокомиссии и в прошлом Премьер-министр Эстонии заявил о готовности баллотироваться в президенты 16 апреля.
3 августа он был избран кандидатом в президенты от партии Реформ на заседании правления. Также на заседании была оформлена договоренность, что в случае, если выборы президента продолжаться в коллегии выборщиков, то партия поддержит Марину Кальюранд.

#### Марина Кальюранд
Министр иностранных дел Эстонии объявила о своей готовности баллотироваться в президенты на встрече с членами Свободной партии 23 апреля. Еще в 2015 году упоминалась как возможный кандидат. С августа 2015 года была главным фаворитом на пост президента от людей в социологических опросах.
30 августа правление Партии Реформ приняло решение поддержать кандидатуру Сийма Калласа, Кальюранд выразила разочарование таким решением, сославшись на ранние договоренности. 9 сентября объявила об уходе с поста министра иностранных дел и попросила поддержки ее кандидатуры на выборах президента.

#### Март Хельме
Председатель Консервативно-народной партии изъявил желание участвовать в выборах Президента страны после провала голосования в парламенте.

## Процесс выборов

### Первый тур выборов в Рийгикогу
Первый тур президентских выборов состоялся 29 августа в Рийгикогу. В выборах приняли участие 99 членов Рийгикогу. Были выдвинуты три кандидата: Майлис Репс, Аллар Йыкс, Эйки Нестор. Репс выдвинули 27 членов парламента, Йыкса — 21, а Нестора — 43 члена Рийгикогу.
Эйки Нестор, совместный кандидат от Социал-демократической партии и Партии реформ, получил 40 голосов. Кандидат Центрийской партии Майлис Репс получила 26 голосов. Аллар Йыкс, совместный кандидат от союза Отечества и Respublica и Либеральной партии, получил 25 голосов, 8 бюллетеней остались незаполненными. Поскольку ни один из кандидатов не получил поддержки 2/3 парламента, президент не был избран в первом туре, а второй тур был объявлен на следующий день.

### Второй тур выборов в Рийгикогу
Второй тур президентских выборов прошел 30 августа. Во втором туре снова оказались Майлис Репс и Аллар Йыкс. Нестор выбыл из президентской гонки, а вместо него кандидатом стал Сийм Каллас.
Сийм Каллас получил 45 голосов, Майлис Репс — 32, а Аллар Йыкс — 21 голос. 1 бюллютень остался незаполненным. Поскольку ни один из кандидатов не получил поддержки 2/3 парламента, президент не был избран во втором туре, и в тот же день был объявлен третий тур.

### Третий тур выборов в Рийгикогу
Для участия в третьем туре выборов в парламенте не могли быть выдвинуты новые кандидаты, но в нем приняли участие два кандидата, набравшие большинство голосов во втором туре. Сийм Каллас получил 42 голоса, а Майлис Репс 26 голосов, 30 бюллютеней остались незаполненными. Поскольку ни один из кандидатов не получил поддержки 2/3 парламента, президент не был избран в третьем туре, была созвана коллегия выборщиков.

### Первое голосование в коллегии выборщиков (четвертый тур)
Коллегия